# Bruno Boudjelal
Bruno Boudjelal est un photographe franco-algérien né en 1961 à Montreuil. Il a obtenu le Prix Nadar en 2015.

## Biographie
Bruno Boudjelal naît en 1961 à Montreuil d’une mère française et d’un père algérien. Après un DEA en « géographie et pratique du développement dans le Tiers Monde » obtenu en 1991, il devient guide touristique en Asie .
En mai 1993, à l’âge de 33 ans, Bruno Boudjelal part pour la première fois en Algérie, en pleine guerre civile, avec un appareil photo prêté par un ami. Il y retourne avec son père en 1997. Ce voyage est l’occasion pour son père de replonger dans son histoire mais aussi, pour Bruno Boudjelal, dans la sienne. Il y séjourne à nouveau en 1999, puis en 2000 et 2002 et tire la matière de plusieurs publications, expositions, projections et installations intitulés Voyages à Sétif, Algérie j’écris ton nom, Algérie : et la vie continue…, Béchaïa, Naïma, Malika et les autres…, Jours intranquilles. Ses photos sont publiées dans Le Monde, Libération, Le Monde diplomatique,  The Observer. Le livre tiré de cette période, accompagné d’un texte de François Cheval, Algérie, clos comme on ferme un livre ?, est récompensé par le Prix Nadar Gens d’images en 2015.
Bruno Boudjelal est membre de l’Agence VU’.

## Publications
Liste non exhaustive
- Gurbet : Turcs d’ici, Éditions de l’Imprimeur, 1996,  (ISBN 978-2910735098)
- Jours intranquilles, Autograph ABP, 2009,  (ISBN 978-1-899282-12-8)
- Algérie, clos comme on ferme un livre ?, avec François Cheval, Autograph ABP / Le Bec en l’air, 2014,  (ISBN 978-2-36744-063-7)

## Expositions
Liste non exhaustive
- 2019 : Photographier l’Algérie, exposition collective, Institut du monde arabe Tourcoing[3]
- 2017 : Frantz Fanon, Paris et Abu Dhabi
- 2014 : Fondation Calouste-Gulbenkian, Lisbonne

## Distinctions
Liste non exhaustive
- 2015 : Prix Nadar Gens d’images  pour Algérie, clos comme on ferme un livre ? [4].
- 2016 : Prix de l’AFAC (Arab Fund for Arts and Culture)
- 2012 : Bourse Villa Médicis hors les murs